# Omosarotes singularis
Omosarotes singularis är en skalbaggsart som beskrevs av Francis Polkinghorne Pascoe 1860. Omosarotes singularis ingår i släktet Omosarotes och familjen långhorningar.
Artens utbredningsområde är:
- Costa Rica.
- Panama.

Inga underarter finns listade i Catalogue of Life.